# Всегреческое социалистическое движение
Всегре́ческое социалисти́ческое движе́ние (греч. Πανελλήνιο Σοσιαλιστικό Κίνημα - ΠΑ.ΣΟ.Κ., ПАСОК) — политическая партия Греции левоцентристского толка.

## История
Партия основана 3 сентября 1974 года Андреасом Папандреу и уже в ноябре участвовала в выборах. В октябре 1981 года, под девизами «Перемена» и «Греция для греков», партия участвовала в выборах в парламент, набрала 48 % голосов и впервые создала самостоятельное правительство. Андреас Папандреу стал премьер-министром и с этого момента руководил страной (с небольшим перерывом) до своей смерти в 1996 году. Под его руководством партия провела реформы семейного права и системы здравоохранения.
10-13 мая 1984 года состоялся 1-й съезд партии, в июне того же года ПАСОК набрала 42 % голосов.
1989 год — период политического напряжения по причине экономического «скандала Коскота» и болезни Папандреу. Выборы в этом году были проиграны партии «Новая демократия». Несколько позже, Папандреу был оправдан и в 1993 году партия вновь выигрывает выборы, набрав 47 % голосов.
Потеряв власть на выборах 2004 года, партия осталась одной из двух крупнейших политических сил страны.
На досрочных парламентских выборах 2009 года Всегреческое социалистическое движение набрало 44 % голосов избирателей и получило большинство в парламенте.
Выборы 6 мая 2012 оказались наихудшими для ПАСОК за всё время её участия в них. Партия потеряла свыше двух миллионов голосов (более двух третей) в сравнении с прошлыми выборами и заняла третье место в избирательной гонке, получив 13,18 % (предыдущий наименьший результат — 13,6 % партия имела в ноябре 1974, спустя два месяца после основания, когда только начинала «входить» в политику).
По итогам повторных выборов 17 июня 2012 года партия потеряла ещё 1 % голосов (более 300 тысяч) и в итоге получила 12,28 % и 33 места в парламенте.
Высший орган — Конгресс (Συνέδριο), между конгрессами — Центральный политический комитет (Κεντρική Πολιτική Επιτροπή), между заседаниями Центрального политического комитета — Политический совет (Πολιτικό Συμβούλιο), высшее должностное лицо — Председатель (Πρόεδρος), высшие органы областных организаций — областные конференции (Περιφερειακή Συνδιάσκεψη), между областными конференциями — областные советы (Περιφερειακό Συμβούλιο), между областными советами — областные комитеты (Περιφερειακή Επιτροπή), высшие органы префектурных организаций — префектурные комитеты (Νομαρχιακή Επιτροπή), высшие органы первичных организаций — собрания организаций (Συνέλευση της Οργάνωσης), между собраниями — руководящие комитеты (Συντονιστική Επιτροπή).
Действует также молодёжное движение партии «Молодёжь ПАСОК» (греч. Νεολαία ΠΑΣΟΚ).
18 марта 2018 вошло в состав коалиции Демократическое соглашение.

## Результаты ПАСОК на парламентскихвыборахв Греции с 1974 года
| Год     | Лидер партии        | Число голосов | Процент голосов | Количество депутатов фракции в парламенте | Позиция                                                      |
| ------- | ------------------- | ------------- | --------------- | ----------------------------------------- | ------------------------------------------------------------ |
| 1974    | Андреас Папандреу   | 666 413       | 13,6 %          | 12                                        | Оппозиция                                                    |
| 1977    | Андреас Папандреу   | 1 300 025     | 25,3 %          | 93                                        | Оппозиция                                                    |
| 1981    | Андреас Папандреу   | 2 726 309     | 48,1 %          | 172                                       | Правительство                                                |
| 1985    | Андреас Папандреу   | 2 916 735     | 45,8 %          | 161                                       | Правительство                                                |
| 1989-I  | Андреас Папандреу   | 2 551 518     | 39,1 %          | 125                                       | Оппозиция                                                    |
| 1989-II | Андреас Папандреу   | 2 724 334     | 40,7 %          | 128                                       | Широкая коалиция                                             |
| 1990    | Андреас Папандреу   | 2 543 042     | 38,6 %          | 123                                       | Оппозиция                                                    |
| 1993    | Андреас Папандреу   | 3 234 777     | 46,9 %          | 170                                       | Правительство                                                |
| 1996    | Костас Симитис      | 2 813 245     | 41,5 %          | 162                                       | Правительство                                                |
| 2000    | Костас Симитис      | 3 007 596     | 43,8 %          | 158                                       | Правительство                                                |
| 2004    | Георгиос Папандреу  | 3 002 531     | 40,6 %          | 117                                       | Оппозиция                                                    |
| 2007    | Георгиос Папандреу  | 2 727 853     | 38,10 %         | 102                                       | Оппозиция                                                    |
| 2009    | Георгиос Папандреу  | 3 012 373     | 43,92 %         | 160                                       | Правительство                                                |
| 2012-I  | Евангелос Венизелос | 831 181       | 13,18 %         | 41                                        | Третья партия, правительство не сформировано                 |
| 2012-II | Евангелос Венизелос | 502 123       | 12,28 %         | 33                                        | Получили места в правительстве в альянсе с Новой демократией |
| 2015    | Евангелос Венизелос | 289 482       | 4,68 %          | 13                                        | Оппозиция                                                    |